# 村上源氏
村上源氏是一个日本的氏族，家族起源于村上天皇的后代，尤以具平親王子孫為最盛。村上源氏是源氏二十一流之一，各个源氏之間，以村上源氏最高贵。久我氏、北畠氏等公卿家出身村上源氏。

## 家系
村上帝三个儿子分别是致平親王、爲平親王、具平親王。具平子孫又以久我氏為嫡系。久我、堀川、土御門、中院四家，世襲源氏長者，在朝廷中很有荣耀，能和藤氏相提并论，諸源氏不能比。明治中右大臣岩倉具視，也属于村上源氏。

## 系譜
村上天皇諸皇子系譜
具平親王流（嫡流）系圖、中院流諸家略系圖
村上源氏的嫡流即為中院流，在江戸時代末所擁有的堂上公家的家格為1家清華家、1家大臣家、8家羽林家（總計10家）。
家譜的更多細節信息，請參見各個家族條目的家譜部分。

## 有關條目
- 賜姓皇族